# Phêrô Maria Nguyễn Năng
Phêrô Maria Nguyễn Năng (tên đầy đủ là Phêrô Maria Nguyễn Văn Năng; 1910–1978) là một giám mục của Giáo hội Công giáo tại Việt Nam. Ông nguyên là giám mục chính tòa của Giáo phận Vinh. Khẩu hiệu Giám mục của ông là "Vâng lời Thầy con thả lưới".

## Thân thế và tu tập
Giám mục Phêrô Maria Nguyễn Năng sinh năm 1910 tại xứ Kẻ Gai, hạt Xã Đoài, xã Hưng Tây, huyện Hưng Nguyên, tỉnh Nghệ An, thuộc Giáo phận Vinh, là là con thứ năm trong gia đình thuần nông. Cha Giám mục Năng tên là Nguyễn Văn Đang, qua đời năm 1957 tại Kẻ Gai thọ 89 tuổi và mẹ là bà Nguyễn Thị Vừa, chết năm 1964 cũng tại Kẻ Gai thọ 84 tuổi. Ông có một người chị ruột tên là Nguyễn Thị Hợi đã chết và hai người em trai: Nguyễn Hảo chết tại quê và em trai thứ hai là Nguyễn Xuân Lập, sau đổi tên là Nguyễn Thiết Thạch.
Lúc còn nhỏ,ông đi học chữ Hán và chữ Quốc ngữ và luôn đã tỏ ra là một người nết na, đức hạnh. Năm 1921, linh mục Kiên (Nguyễn Đồng Quê) quản xứ Lưu Mỹ, hạt Bảo Nham nhận làm nghĩa tử được hai năm thì linh mục Kiên qua đời. Linh mục Giuse Dy từng quen biết và phụ giúp linh mục Kiên nhận ông và cho đi học tại Chủng viện Xã Đoài vào năm 1924. Suốt thời gian học tại Chủng viện, ông được Giám đốc Chủng viện tên Văn (Père Le Gourierec), và các linh mục giáo sư chủng viện như Gioan Baotixita Trần Hữu Đức, Phaolô Nguyễn Đình Nhiên, các thầy giáo và anh em đồng hương yêu mến phục vì đức độ nết na và chăm chỉ học hành.
Tháng 5 năm 1931, mãn Tiểu Chủng viện, Giám mục Eloy Bắc sai ông về giúp Sở Quản lý của Cố Laygue Kính đặc trách nhà Lẫm, coi sóc vấn đề lúa má, tài sản Nhà chung Xã Đoài.
Tháng 8 năm 1935 hết hạn thực tập, ông được gọi về Đại chủng viện Xã Đoài, ông lần lượt lãnh nhận chức vụ và cuối cùng được thụ phong linh mục do Giám mục Eloy Bắc thụ phong tại nhà thờ chính tòa Xã Đoài vào ngày 23 tháng 12 năm 1941.

## Linh mục
Sau một tháng nghỉ ngơi sau khi thụ phong linh mục, ông được sai phụ trách Giáo xứ Voi (Hưu Lễ) hạt Kỳ Anh, tỉnh Hà Tĩnh. Nhận giáo xứ đầu tiên trong đời linh mục, vì nhận thấy đói nghèo, ông đi xin khắp nơi lương thực đem về cứu đói đồng bào, không phân biệt lương giáo. Vì Lạc Sơn là giáo họ thuộc Giáo xứ Voi, giáo dân tuy đông mà chưa có nhà thờ nên ông tìm cách và kiến tạo được một nhà thờ cho giáo họ này.
Vì phải lăn lộn vất vả phục vụ, ông trở nên già yếu, màu da hoá ra xám đen, đều làm mọi người thương xót. Vì thế, năm 1944, ông được đổi đi phụ trách Giáo xứ Dũ Yên cũng trong hạt Kỳ Anh. Khi biết nhà xứ sụp nát, ông bỏ ra hai năm, kiếm tìm phương tiện, vận động tiền của, nhân công, để làm mới nhà xứ Dũ Yên.
Năm 1946 ông làm linh mục Quản hạt Kỳ Anh, Hà Tĩnh. Đến nhiệm sở tại đây không cần lo về lương thực, vật chất, tuy thế phải lo giải quyết êm đẹp các công việc với chính quyền. Năm 1952, khắp nơi trong Giáo phận, Công giáo bị ghét bỏ, các linh mục bị bách hại tù đày. Linh mục Cát, nguyên Quản lý Giáo phận bị bắt, Giám mục Giám quản đành đưa linh mục Năng về thay thế và ông xoay xở đóng tô nộp thuế cho chính quyền...

## Giám mục
Đang lúc Giáo phận chịu nhiều khó khăn thì Giám mục chính tòa Trần Hữu Đức qua đời vào ngày 5 tháng 1 năm 1971. Cùng ngày hôm đó, Tòa Thánh loan tin chọn linh mục Nguyễn Năng làm Giám mục chính tòa Kế vị. Theo sách Các Nhân vật công giáo Việt nam- Tập 4: Các vị giám mục một thời đã qua, Giám mục Trần Hữu Đức, trong thư ngày 24 tháng 2 năm 1970, đã công bố việc chọn linh mục Nguyễn Năng làm Giám mục phó Giáo phận Vinh. Do đó, chỉ hai ngày sau khi giám mục Đức qua đời, Hội đồng Linh mục Giáo phận mặc nhiên thừa nhận linh mục Nguyễn Năng là Giám mục Tân cử.
Tân giám mục sau đó được tấn phong tại Hà Nội ngày 12 tháng 3 năm 1971 (15 tháng 3 theo sách của Lê Ngọc Bích). Giám mục Chủ phong cho ông là Tổng giám mục Tổng giáo phận Hà Nội Giuse Maria Trịnh Như Khuê, phụ phong có giám mục Phêrô Khuất Văn Tạo, giám mục chính tòa Giáo phận Hải Phòng và Tổng giám mục Phó Tổng giáo phận Hà Nội Giuse Maria Trịnh Văn Căn. Ngay sau khi được tấn phong, giám mục Nguyễn Năng có cuộc gặp với Thủ tướng Việt Nam Dân chủ Cộng hòa, ông Phạm Văn Đồng, cũng như ông Hoàng Quốc Việt, Chủ tịch Uỷ ban Mặt trận Tổ Quốc. Cũng như vị tiền nhiệm, ông cai quản giáo phận Vinh trong hoàn cảnh hoang tàn.
Một tuần sau lễ tấn phong, ngày 19 tháng 3, phát ngôn viên văn phòng báo chí Tòa Thánh xác nhận về lễ tấn phong cho tân giám mục Nguyễn Năng theo sự cho phép của Tòa Thánh. Trước đó, thông tin bổ nhiệm tân giám mục không được công bố trong bản tin thường ngày của Vatican.
Năm 1976 với sự yêu cầu của các linh mục và giáo dân cùng một phần hỗ trợ tượng trưng của nhà nước, ông đồng ý với chương trình tái thiết nhà thờ Chính Toà Xã Đoài. Với sự cộng tác của linh mục Quản lý Phaolô Maria Cao Đình Thuyên, công trình đã được khởi đầu năm 1977. Công việc đã hoàn thành và được cung hiến ngày 3 tháng 3 năm 1979 và khánh thành sau một ngày vào dịp lễ tấn phong tân Giám mục Phêrô Gioan Trần Xuân Hạp.
Thời gian ông quản nhiệm gắn liền với thời kỳ khó khăn nhất của Giáo phận Vinh di cư, sơ tán, hồi cư, bom đạn tan hoang vật chất và tinh thần. Ông qua đời ngày 6 tháng 7 năm 1978, thọ 68 tuổi, làm giám mục 7 năm. Giám mục Năng được ghi nhận là người dịu hiền, yêu thương và khiêm tốn. Sự qua đời của ông được nhận định xuất phát từ nguyên nhân là ông lo lắng về việc quản lý giáo phận Vinh trong thời kỳ khó khăn nhất của giáo phận này thời làm quản lý và sau đó là giám mục.

## Tông truyền
Phêrô Maria Nguyễn Năng được tấn phong giám mục năm 1971, dưới thời Giáo hoàng Phaolô VI, bởi:
- Chủ phong: Tổng giám mục Giuse Maria Trịnh Như Khuê, Tổng giám mục Tổng giáo phận Hà Nội.
- Phụ phong: Tổng giám mục Giuse Maria Trịnh Văn Căn, Tổng giám mục phó Tổng giáo phận Hà Nội và giám mục Phêrô Maria Khuất Văn Tạo, giám mục giáo phận Hải Phòng.

Phêrô Maria Nguyễn Năng là giám mục chủ phong cho giám mục:
- Năm 1975, Phêrô Phạm Tần, cố giám mục giáo phận Thanh Hóa.